# Geronimo (Aura Dione)
Geronimo è un singolo della cantautrice danese Aura Dione, il primo estratto dal secondo album in studio Before the Dinosaurs e pubblicato il 19 settembre 2011.

## Video musicale
Il video musicale è stato pubblicato il 25 gennaio 2012 sul canale Vevo della cantante. Esso mostra la cantante viaggiare su una macchina d'epoca cabrio e, nel corso del tragitto, lancia oggetti sulla strada che vengono raccolti dai passanti. Successivamente, scende dall'auto e si incammina, continuando a gettare oggetti a terra. Nelle scene finali del video, si vede Aura Dione che danza, con un vestito che ricorda quello delle tribù Apache.

## Classifiche
| Classifica (2011) | Posizione massima |
| ----------------- | ----------------- |
| Austria           | 1                 |
| Danimarca         | 1                 |
| Germania          | 1                 |
| Lussemburgo       | 1                 |
| Svizzera          | 7                 |